# エビ亜目
エビ亜目（エビあもく、学名: Pleocyemata）は、エビ目（十脚目）を2分する分類群の一つ。抱卵亜目（ほうらんあもく）とも呼ばれる。和名に「エビ」とあるが、大部分のエビのみならず全てのヤドカリやカニも含み、逆に、クルマエビなどはクルマエビ亜目（根鰓亜目）でありこの亜目に含まれない。

## 特徴
成体の鰓は弁状の構造が多数繋がった葉鰓（ようさい）phyllobranch、または枝分かれの無い毛が多く生えたような構造の毛鰓（もうさい）trichobranch で、クルマエビ亜目の根鰓（こんさい）と区別する。
また、エビ亜目は受精卵をメスの腹肢に特有に付着させ保護するのが特徴で、クルマエビ亜目に比べて卵が大粒・少数である。成体のメスは卵を保護するため、オスに比べて腹肢が長かったり、腹部が幅広かったりする。このような性的二形があるため、クルマエビ亜目のエビ類に比べてオス・メスの区別がつけ易い。
子は卵の中でノープリウス期を過ごし、ゾエア幼生の形態で孵化する。一生を淡水で過ごすミナミヌマエビ、ザリガニ類、コシオリエビ、サワガニなどは、幼生期の大半、または全てを卵の中で過ごす。このように卵の中で長期に亘って成長する分類群は成長のための卵黄を蓄える必要があり、特に卵が大きい。
成熟しても全長数ミリメートルにしかならない種類から、1メートルを超えるロブスター、脚を広げると3メートルに達するタカアシガニまで、大きさや生態は多様性に富む。

## 分類
De Grave et al. (2009) による。ただし、キワ上科 Kiwaoidea に替え、クモエビ上科 Chirostyloidea を置く。
クルマエビ、サクラエビなどを除くエビの大部分と、ヤドカリ、カニの全てを含む。
- オトヒメエビ下目 Stenopodidea Bate, 1888 - オトヒメエビ、ドウケツエビなど
- コエビ下目 Caridea Dana, 1852
  - Pleopteryxoidea †
  - プロカリス上科 Procaridoidea
  - Galatheacaridoidea
  - オキエビ上科 Pasiphaeoidea
  - ヒオドシエビ上科 Oplophoroidea
  - ヌマエビ上科 Atyoidea
  - オハラエビ上科 Bresilioidea
  - イトアシエビ上科 Nematocarcinoidea
  - イガグリエビ上科 Psalidopodoidea
  - サンゴエビ上科 Stylodactyloidea
  - シンカイテナガエビ上科 Campylonotoidea
  - テナガエビ上科 Palaemonoidea
  - テッポウエビ上科 Alpheoidea
  - ロウソクエビ上科 Processoidea
  - タラバエビ上科 Pandaloidea
  - ウキカブトエビ上科 Physetocaridoidea
  - エビジャコ上科 Crangonoidea
- ザリガニ下目 Astacidea Latreille, 1802
  - Palaeopalaemonoidea †
  - ショウグンエビ上科 Enoplometopoidea
  - アカザエビ上科 Nephropoidea - アカザエビ、ロブスター など
  - ザリガニ上科 Astacoidea - ニホンザリガニ、アメリカザリガニ など
  - ミナミザリガニ上科 Parastacoidea
- ムカシイセエビ下目 Glypheidea Winckler, 1882
  - Erymoidea †
  - ムカシイセエビ上科 Glypheoidea
- アナエビ下目 Axiidea de Saint Laurent, 1979
- アナジャコ下目 Gebiidea de Saint Laurent, 1979 - アナジャコ、オキナワアナジャコ など
- イセエビ下目 Achelata Scholtz & Richter[3], 1995 - イセエビ、ハコエビ、セミエビ、ウチワエビなど
- センジュエビ下目 Polychelida Scholtz & Richter[4], 1995
- ヤドカリ下目 Anomura MacLeay, 1838
  - タンスイコシオリエビ上科 Aegloidea
  - コシオリエビ上科 Galatheoidea - オオコシオリエビ、コシオレガニ など
  - スナホリガニ上科 Hippoidea
  - クモエビ上科 Chirostyloidea
  - タラバガニ上科 Lithodoidea - タラバガニ、アブラガニ など
  - ロミス上科 Lomisoidea
  - ヤドカリ上科 Paguroidea - ホンヤドカリ、ヤシガニ など
- カニ下目 Brachyura Latreille, 1802
  - カイカムリ群 Dromiacea
    - Dakoticancroidea †
    - カイカムリ上科 Dromioidea
    - Eocarcinoidea †
    - Glaessneropsoidea †
    - コウナガカムリ上科 Homolodromioidea
    - ホモラ上科 Homoloidea

  - アサヒガニ群 Raninoida
  - マメヘイケガニ群 Cyclodorippoida
  - 真短尾群 Eubrachyura
    - ヘテロトレマータ亜群 Heterotremata
      - メンコヒシガニ上科 Aethroidea
      - Bellioidea
      - ユノハナガニ上科 Bythograeoidea
      - カラッパ上科 Calappoidea
      - イチョウガニ上科 Cancroidea
      - アカモンガニ上科 Carpilioidea
      - クリガニ上科 Cheiragonoidea
      - Componocancroidea †
      - ヒゲガニ上科 Corystoidea
      - カノコオウギガニ上科 Dairoidea
      - ヘイケガニ上科 Dorippoidea
      - イワオウギガニ上科 Eriphioidea
      - オカガニ上科 Gecarcinucoidea
      - エンコウガニ上科 Goneplacoidea
      - ムツアシガニ上科 Hexapodoidea
      - コブシガニ上科 Leucosioidea
      - クモガニ上科 Majoidea
      - Orithyioidea
      - イトアシガニ上科 Palicoidea
      - ヒシガニ上科 Parthenopoidea
      - ケブカガニ上科 Pilumnoidea
      - ワタリガニ上科 Portunoidea
      - サワガニ上科 Potamoidea
      - Pseudothelphusoidea
      - ヒメイソオウギガニ上科 Pseudozioidea
      - ユウレイガニ上科 Retroplumoidea
      - サンゴガニ上科 Trapezioidea
      - Trichodactyloidea
      - オウギガニ上科 Xanthoidea

    - トラコトレマータ亜群 Thoracotremata
      - サンゴヤドリガニ上科 Cryptochiroidea
      - イワガニ上科 Grapsoidea
      - スナガニ上科 Ocypodoidea
      - カクレガニ上科 Pinnotheroidea